# Antoine de Tounens
Pour les articles homonymes, voir Tounens.
Antoine de Tounens, né Antoine Orélie Tounein le 12 mai 1825 à La Chèze, dans la commune de Chourgnac (Dordogne), et mort le 17 septembre 1878 à Tourtoirac (Dordogne), est un avoué puis aventurier et cryptarque français qui par deux ordonnances du 17 novembre 1860 et 20 novembre 1860, déclare la fondation du Royaume d'Araucanie et de Patagonie, parfois appelé Royaume de Nouvelle-France, dont il s'intitule le souverain sous le nom d'Orllie-Antoine Ier roi d'Araucanie et de Patagonie. Il revendique pour son royaume des territoires occupés par des tribus Mapuches et revendiqués également par le Chili et l'Argentine.
En janvier 1862, il est arrêté par les autorités chiliennes. Jugé fou par la cour suprême de Santiago, il est expulsé du Chili le 28 octobre 1862 et rapatrié vers la France par voie consulaire comme « passager à la ration » (c'est-à-dire logé et nourri avec l'équipage) sur un navire.

De retour en France, il continue de revendiquer son royaume et retente, sans succès, plusieurs expéditions en Araucanie pour le reconquérir. Il meurt célibataire et sans enfants en 1878 à Tourtoirac où il est hébergé chez son neveu.
Depuis 1882, des Français (sans liens entre eux ni avec Antoine de Tounens) sont prétendants au trône du Royaume d'Araucanie et de Patagonie. Frédéric Luz, un héraldiste français, est l'actuel prétendant depuis mars 2018.

## Biographie

### L'avoué de Périgueux
Antoine Orélie Tounens est le dernier fils et le huitième des neuf enfants (cinq garçons et quatre filles) de Jean Tounens, né Tounein (1781-1862), cultivateur puis boucher à Tourtoirac et de son épouse Catherine Jardon (1787-1873).
Son père Jean Tounein obtient en appel un jugement de la cour impériale de Bordeaux en date du 27 juillet 1857 autorisant sa famille à rectifier son patronyme en « Tounens » et à y ajouter une particule pour s'appeler désormais « de Tounens ». En effet, le nom de sa famille est mentionné de Tounens dans les actes d'état civil de la fin du XVIIe siècle au milieu du XVIIIe siècle, avant d'être altéré et de perdre la particule dans les actes ultérieurs.
L'aisance de son père dont les biens sont évalués à 80 000 francs avant qu'il ne subisse des revers de fortune, lui permet de faire quelque étude, d'obtenir le baccalauréat et d'acheter une charge d'avoué à Périgueux.
Avoué à Périgueux à partir de 1851, cette situation lui semble monotone et il rêve secrètement de gloire et de donner à la France un territoire qui compenserait la perte du Canada et de la Louisiane. Au fil de ses lectures son attention se porte sur l'Araucanie et la Patagonie dont les territoires occupés par un certain nombre de tribus sont revendiqués par le Chili (pour l'Araucanie) et l'Argentine (pour la Patagonie).
Franc-maçon, membre de la Loge des Amis Persévérants de Périgueux affiliée au Grand Orient de France, il expose devant ses frères son projet de partir en Araucanie afin d'y fonder un royaume,,.
En 1857, Antoine de Tounens vend sa charge d'avoué et sa famille contracte un emprunt de 25 000 francs auprès du Crédit foncier de France en vue de son projet. En juin 1858, il quitte la France et embarque à Southampton sur un paquebot anglais à destination du Chili.

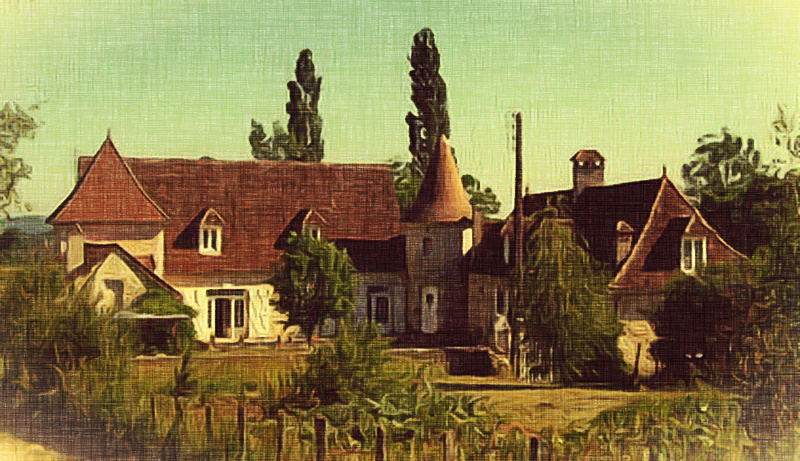
Ferme appelée La Font, à Chourgnac, où vécut Antoine de Tounens
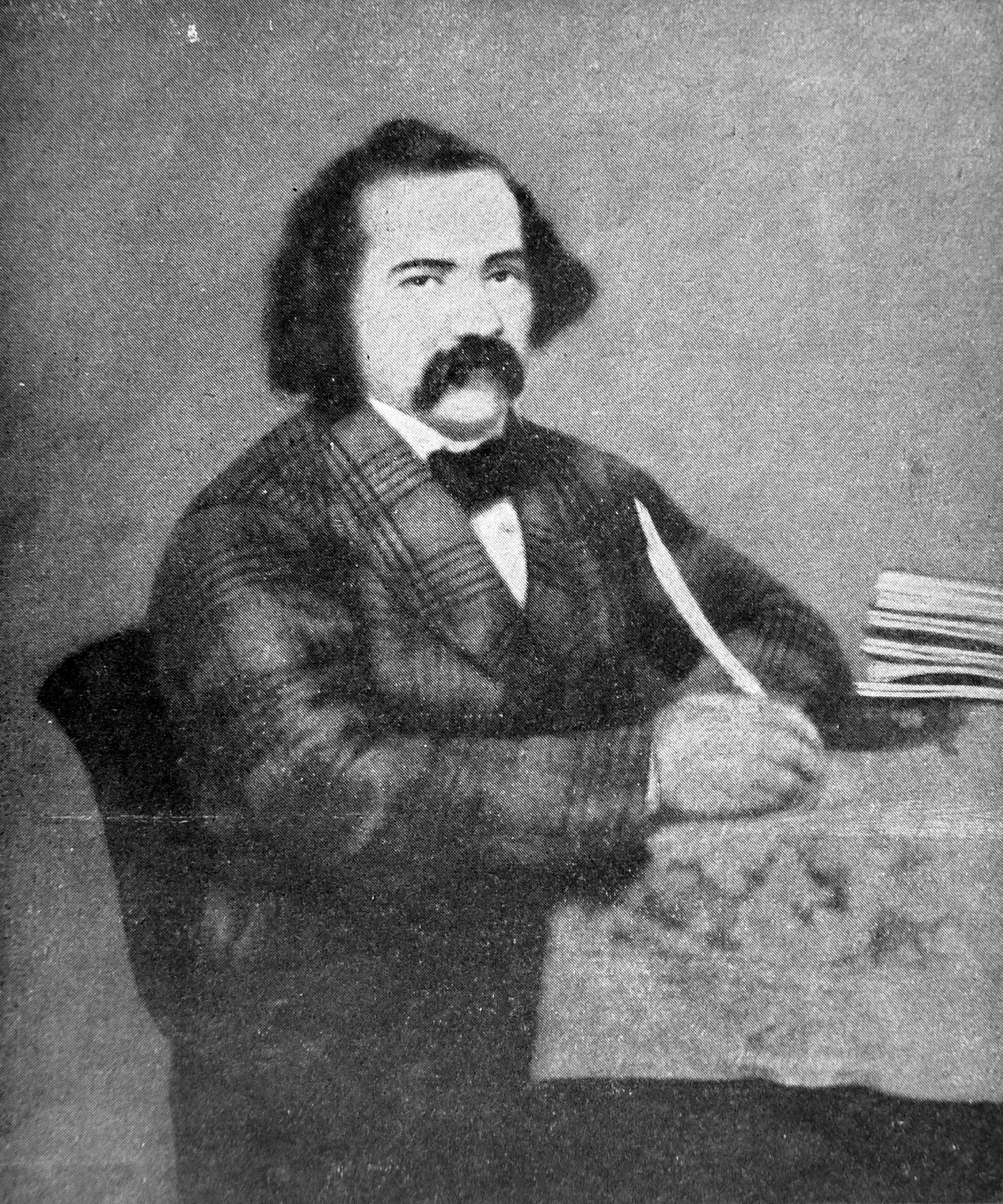
Antoine de Tounens dans son étude d'avoué en 1857

### Roi d'Araucanie et de Patagonie

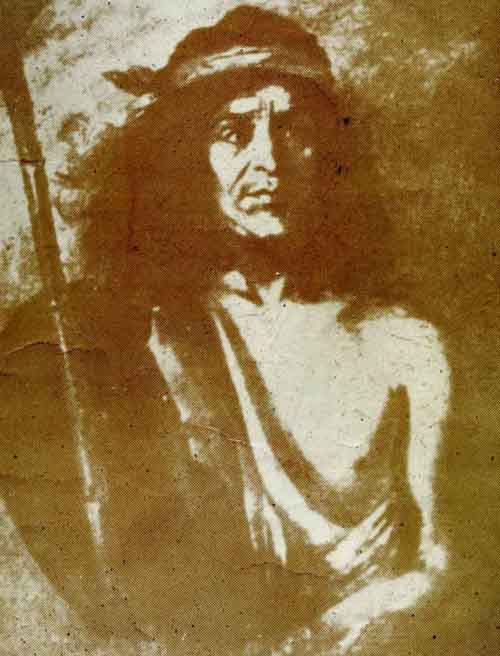
Le lonco (chef militaire mapuche) Quilapán, vers 1870.

Il débarque le 22 août 1858 au port de Coquimbo au Chili, s'installe d'abord à La Serena, et, après avoir passé quelque temps à Valparaíso et Santiago, se dirige vers l'Araucanie, à partir du port de Valdivia. Il entre en contact avec le lonco (chef militaire mapuche) Quilapán qui lui accorde un droit de passage sur ses terres, interdites aux huincas (Chiliens).
Les Mapuches résistent alors aux soldats chiliens. Tounens leur promet des armes et gagne la confiance de quelques chefs Mapuches qui l'élisent toqui (chef de guerre) suprême des Mapuches,,,,.
Antoine de Tounens fonde le Royaume d'Araucanie et de Patagonie par deux ordonnances du 17 novembre 1860 et du 20 novembre 1860, dont il s'intitule le souverain avec le titre de roi sous le nom d'Orllie-Antoine Ier. Le même jour que l'ordonnance du 17 novembre 1860, il décrète la constitution de son royaume.
Il relate dans ses mémoires : « Je conçus le projet de me faire nommer chef des Araucaniens. Je m'ouvris à ce sujet à plusieurs caciques des environs de l'Impérial, et, après avoir reçu d'eux le meilleur accueil, je pris le titre de roi, par une ordonnance du 17 novembre 1860, qui établissait les bases du gouvernement constitutionnel héréditaire fondé par moi » « Le 17 novembre, je rentrai en Araucanie pour me faire reconnaître publiquement roi, ce qui eut lieu les 25, 26, 27 et 30 décembre dernier. N'étions-nous pas libres, les Araucaniens de me conférer le pouvoir, et moi de l'accepter ? ». Trois jours plus tard, par une ordonnance du 20 novembre 1860, il déclare « La Patagonie est réunie dès aujourd'hui à notre royaume d'Araucanie », fixant comme limites à son royaume le fleuve Biobío et le rio Negro au nord, l'océan Pacifique à l'ouest, l'océan Atlantique à l'est et le détroit de Magellan au sud.
Selon Bruno Fuligni il s'invente deux ministres, Lachaise et Desfontaines, dont il appose la signature au bas de ses actes. Il tire les noms de ces deux ministres imaginaires de deux hameaux (La Chèze et Les Fontaines) de son village natal de Chourgnac,. Patrick Thevenon écrit « Il s'entraîna, ainsi, à écrire de trois façons différentes, qui lui permettaient de légiférer, tour à tour, au nom du roi, de M. Lachaise, Premier ministre, ou de M. Desfontaines, garde des Sceaux ».
Il demande à la France de l'aider, mais il n'en obtient pas de réponse.
Pierre Razoux écrit « Au-delà de son caractère anecdotique, l'affaire avait fait prendre conscience aux autorités chiliennes que les territoires d’Araucanie et de Patagonie pourraient susciter l’appétit d’aventuriers plus sérieux ou celui de puissances coloniales en mal de territoires ».
Le 5 janvier 1862, Antoine de Tounens est arrêté comme agitateur politique par les autorités chiliennes puis passe en jugement. Le procureur demande au juge une peine de dix ans de prison pénitentiaire pour le crime de perturbation de l'ordre public, mais le 19 juillet 1862, le juge Matus rend sa sentence et affirme « qu'au moment où le délit a reçu un commencement d'exécution, M. de Tounens était fou ». Il suspend le procès et décide de remettre Antoine de Tounens à l'asile d'aliénés de Santiago, où un membre de sa famille pourra venir le réclamer, le chargé d'affaires de France étant chargé de son rapatriement. Antoine de Tounens fait appel de cette sentence, mais un arrêté de la cour de Santiago du 2 septembre 1862 confirme la sentence du juge en le déclarant fou,,.
Antoine de Tounens est expulsé par les autorités chiliennes et le consul de France le fait embarquer pour la France le 28 octobre 1862 à Valparaiso à bord du Dugay-Trouin comme passager à la ration,,.

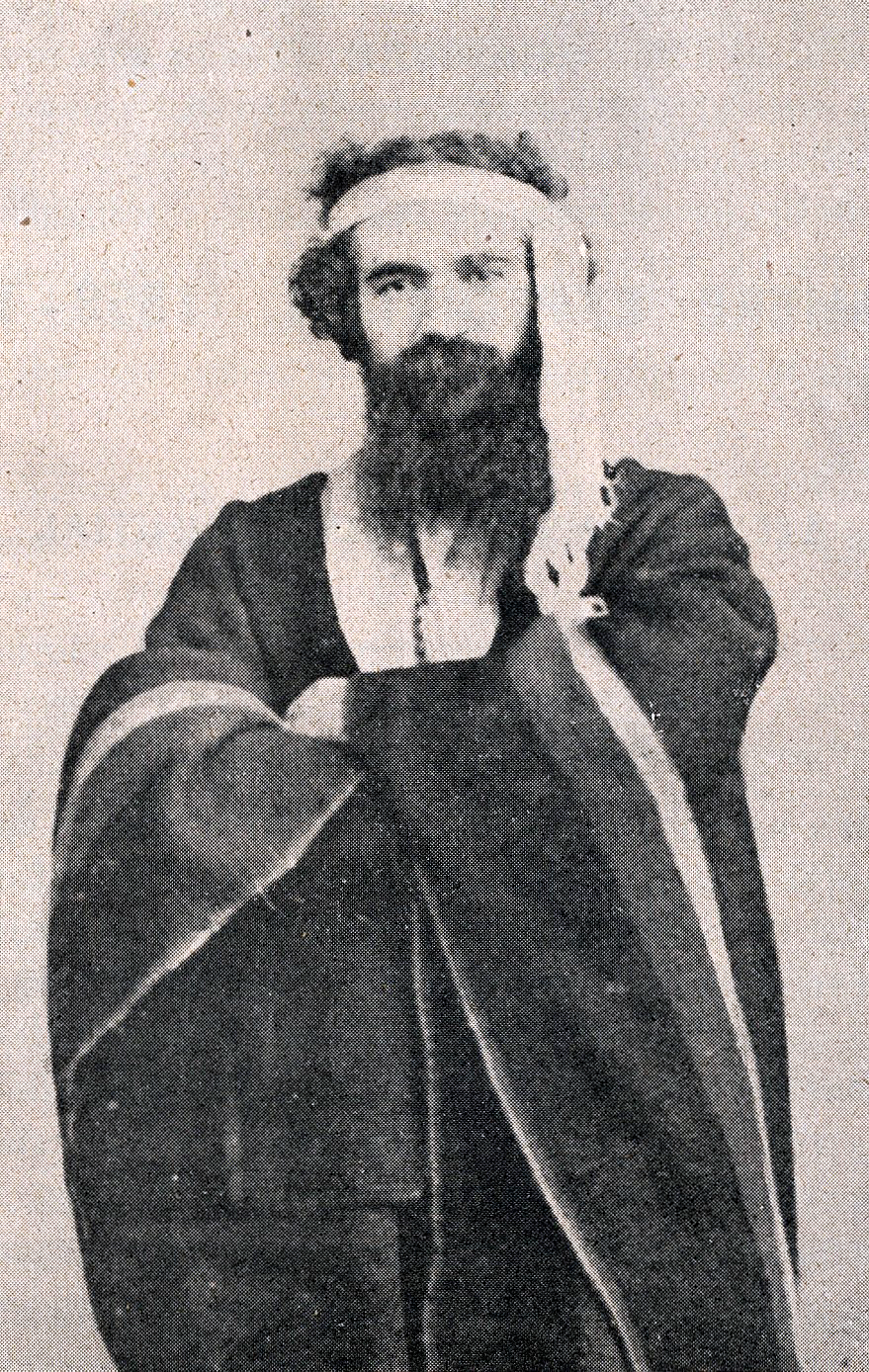
Antoine de Tounens en costume mapuche
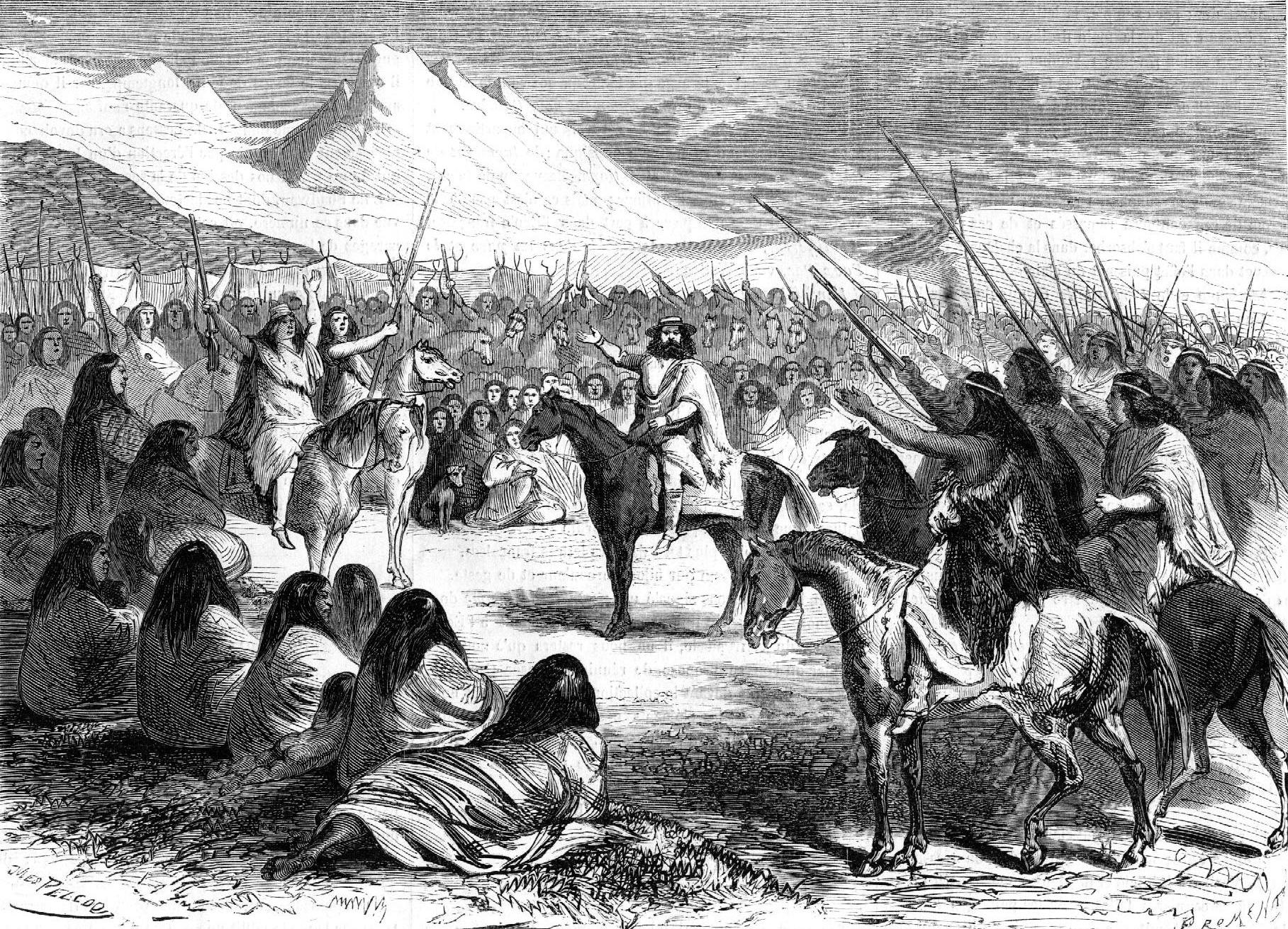
Antoine de Tounens acclamé par les chefs araucans
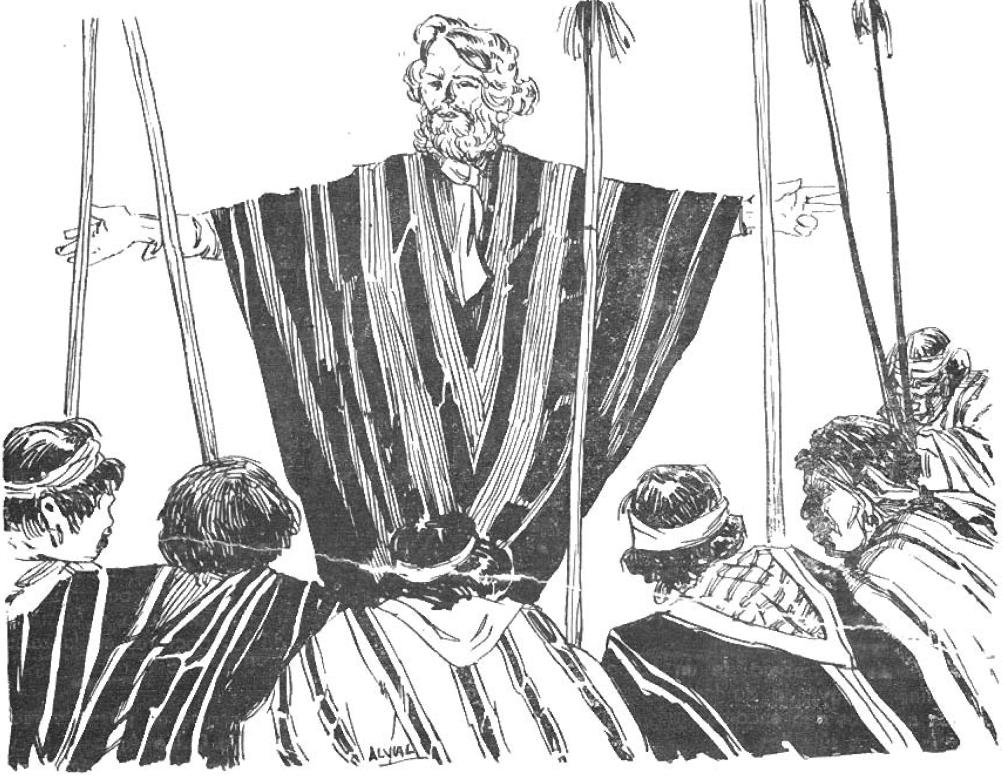
Illustration montrant Antoine de Tounens avec des Mapuches, dans la revue En Viaje de 1935
Drapeau bleu-blanc-vert du royaume d'Araucanie et de Patagonie de 1860 à 1862
Blason du royaume d'Araucanie et de Patagonie (1874)

### Tentatives de retour en Araucanie
Rentré en France en mars 1863, Antoine de Tounens s'installe à Paris, où il crée une petite cour, décernant décorations et titres, tout en étant pauvre et endetté, et considéré par certains comme un souverain de fantaisie,,,,, d'un pays qui n'existait pas réellement ou qualifié parfois « d'imaginaire »,.
Il lance en 1864 un appel qui échoue pour une souscription nationale de 100 millions « pour donner à l'Araucanie un budget de recettes ». Il envoie en 1866 et 1867 deux pétitions aux députés et aux sénateurs français qui ne sont pas prises en considération.
En 1869, Antoine de Tounens tente une nouvelle expédition pour reconquérir son royaume et revient en Araucanie en compagnie d'un nommé Antoine Planchu qui est son nouveau bailleur de fonds et qui nourrit des arrière-pensées concernant le trône d'Araucanie ; mais en août 1871 il décide de rentrer en France. Par charité, il est alors rapatrié vers Marseille.
En 1872, Antoine de Tounens apprend qu'Antoine Planchu a usurpé son trône et est parvenu à acquérir une influence considérable sur les Araucans et a entrepris plusieurs expéditions contre les Chiliens. Il fait publier la note disant que « M. Planchu n'est pas à la tête des affaires publiques ». Le succès d'Antoine Planchu ne dure pas longtemps, et on le retrouve noyé dans un cours d'eau quelque temps plus tard.
Le 30 avril 1872, Antoine de Tounens lance un autre appel pour une souscription de 30 millions et annonce sérieusement que les revenus de son royaume atteindraient bientôt 200 millions de francs.
En avril 1874, avec quatre compagnons qu'il a ralliés à sa cause, Antoine de Tounens fait une deuxième tentative pour se rendre en Araucanie et reconquérir son royaume, mais il est arrêté en mer et écroué à Buenos Aires en juillet et expulsé en octobre 1874. Il revient à Paris où il vit dans la misère,,.
Quatre ans avant sa mort, alors qu'il était en « exil » en France, il dessina et fit frapper en 1874 une monnaie du royaume d'Araucanie et de Patagonie.
En 1876, Antoine de Tounens retourne une dernière fois en Argentine, mais il tombe malade. On le ramasse, inconscient, dans une rue de Buenos Aires. Il est opéré, et le consul de France le rapatrie vers la France en quatrième classe,.
Rentré en France, Antoine de Tounens retourne dans sa région natale où l'archevêque de Bordeaux s'intéresse à son malheureux sort. Pour se procurer des ressources, il vend des brevets d'un ordre de chevalerie « mais ce petit trafic ne lui assura même pas du pain ». Malade et à bout de ressources, il entre à l'hôpital de Bordeaux, d'où il envoie de nombreux courriers pour intéresser à son sort les innombrables membres de ses ordres de chevalerie.

### Mort et hommages
Après toutes ces tentatives malheureuses pour conquérir son ancien royaume, Antoine de Tounens, ruiné, tombe gravement malade et meurt à Tourtoirac (Dordogne), le 17 septembre 1878, âgé de 53 ans, alors qu'il était hébergé chez son neveu, Jean dit Adrien Tounens, boucher à Tourtoirac (Dordogne), son héritier potentiel,. Sur son acte de décès, le maire de Tourtoirac porte la mention « Antoine de Tounens, ex-roi d'Araucanie et de Patagonie ».
Quant aux territoires des Mapuches, revendiqués pour royaume par Antoine de Tounens, ils ne sont plus indépendants depuis leur partage, en décembre 1902, entre le Chili et l'Argentine sous l'arbitrage de la Grande-Bretagne,.
En 1981, l'écrivain Jean Raspail publie un roman intitulé Moi, Antoine de Tounens, roi de Patagonie (aux éditions Albin Michel), qui retrace « la vie romancée » d'Antoine de Tounens. Ce roman reçoit le Grand prix du roman de l'Académie française la même année.
En 2016, la commune de Tourtoirac (avec l'ONG Auspice Stella) érige un monument en face de la maison dans laquelle Antoine de Tounens est mort. Ce monument est inauguré par le maire de la ville, Dominique Durand, et Jean-Michel Parasiliti di Para, successeur d'Antoine de Tounens sous le nom d' Antoine IV, prince d'Araucanie.
Le même jour, un médaillon, également offert par Auspice Stella, représentant Orllie-Antoine Ier, est inauguré dans son village natal, Chourgnac (au lieu-dit La Chèze) par Madame Flageat, maire de Chourgnac, et par Antoine IV.

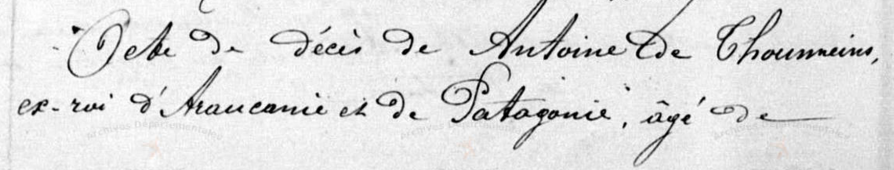
Acte de décès d'Antoine de Tounens : « Acte de décès de Antoine de Thounneins, ex-roi d'Araucanie et de Patagonie, âgé de »...
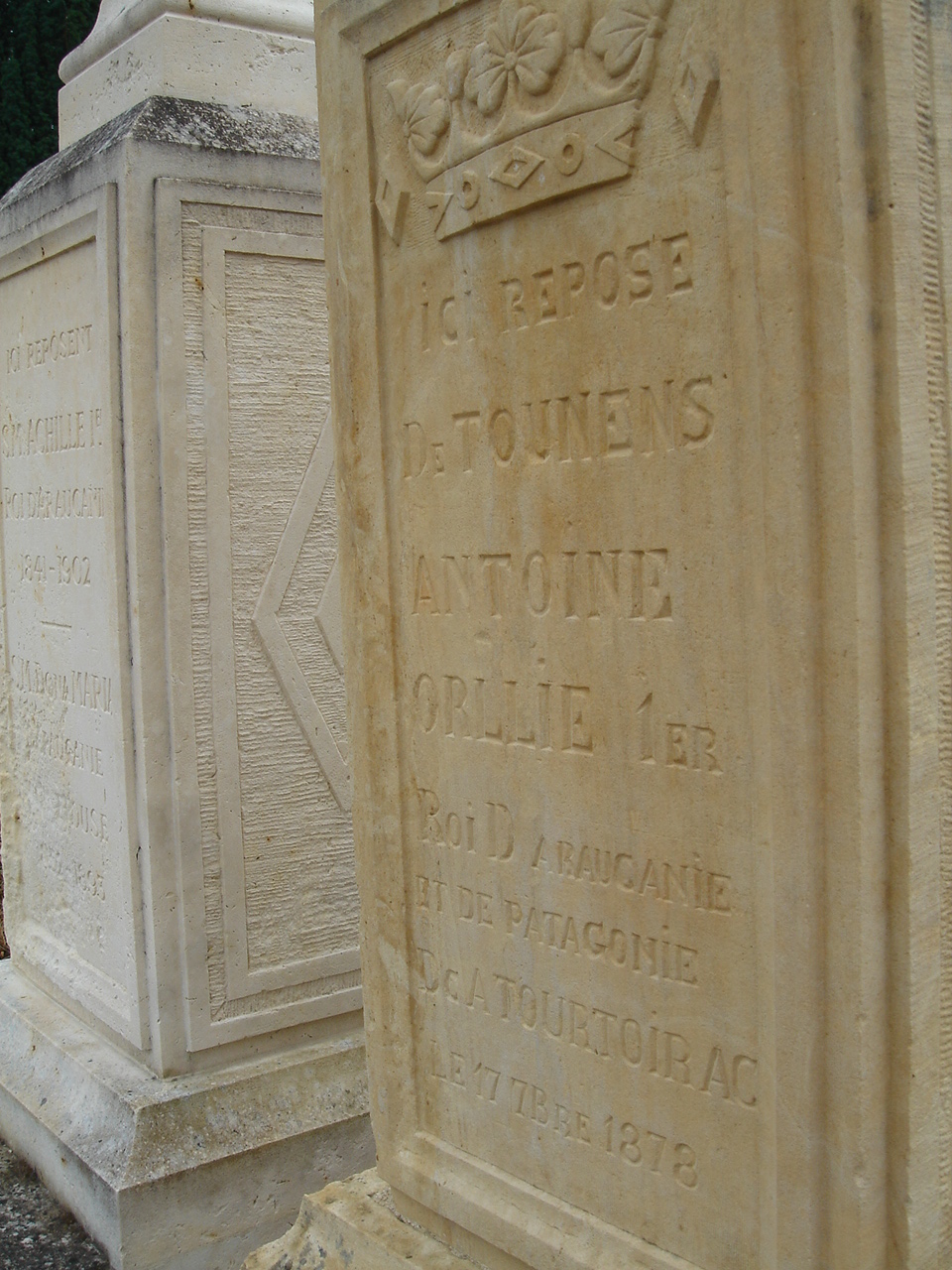
Tombeau d'Antoine de Tounens à Tourtoirac : « Ici repose de Tounens Antoine Orllie 1er Roi d'Araucanie et de Patagonie Dc à Tourtoirac le 17 7bre 1878 »
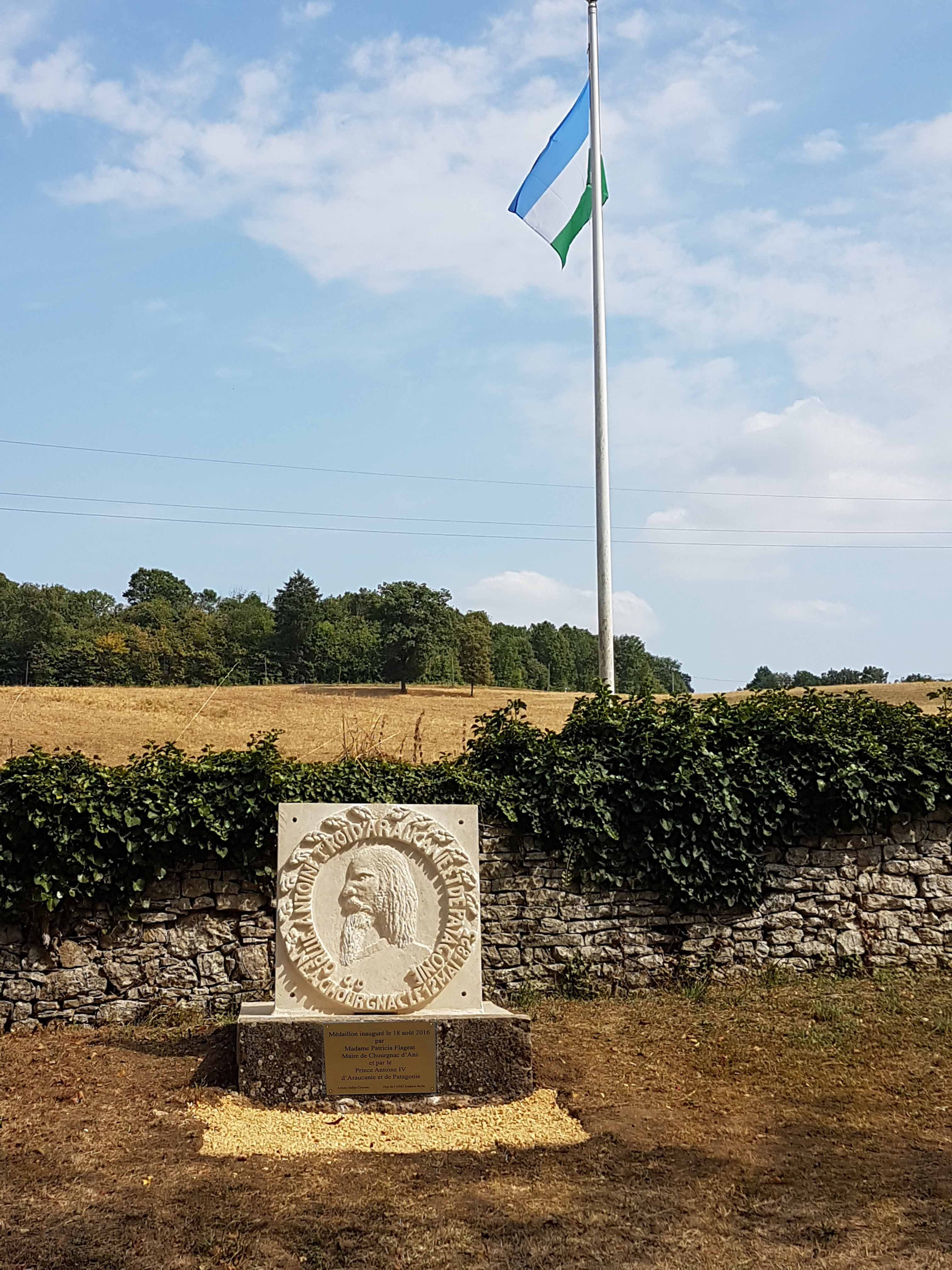
Portrait en médaillon d'Antoine de Tounens à Chourgnac (au lieu-dit La Chèze), son lieu de naissance
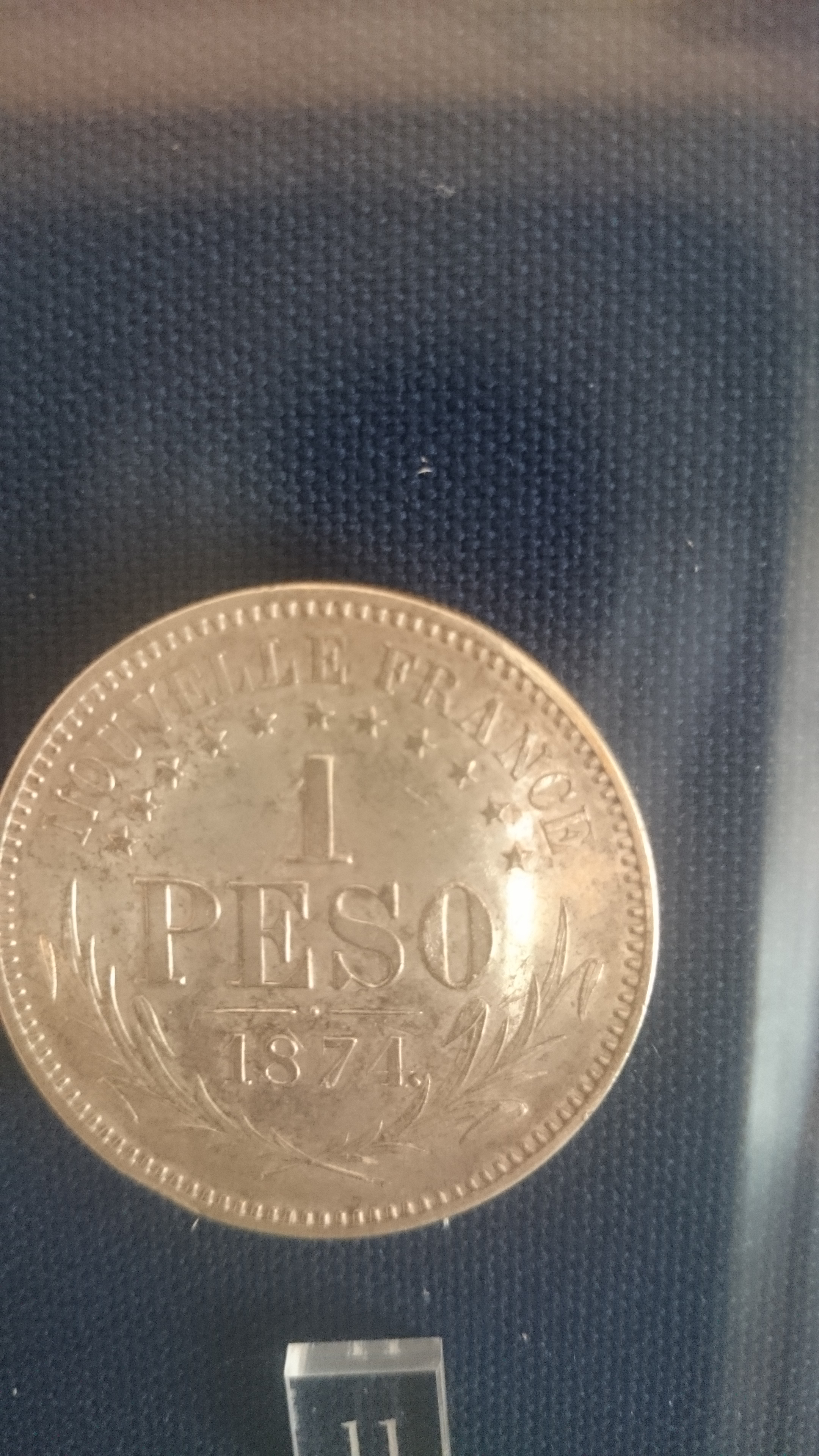
Peso Nouvelle France 1 peso 1874 (recto), créé en 1874 par Antoine de Tounens, Museo Historico y Numismatico, Buenos Aires
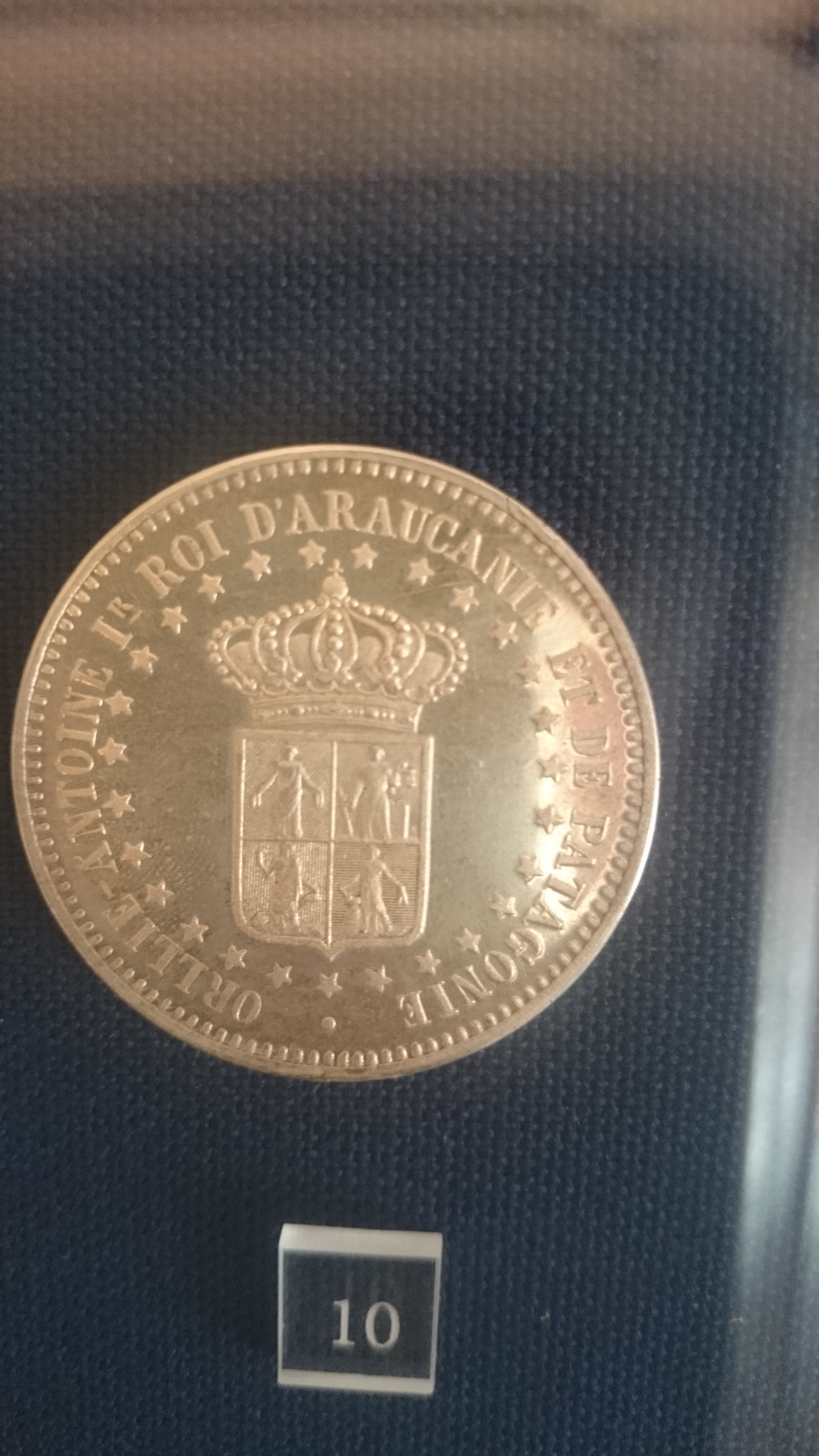
Peso Orllie-Antoine Ier roi d'Araucanie et de Patagonie (verso), créé en 1874 par Antoine de Tounens Museo Historico y Numismatico, Buenos Aires

### Succession

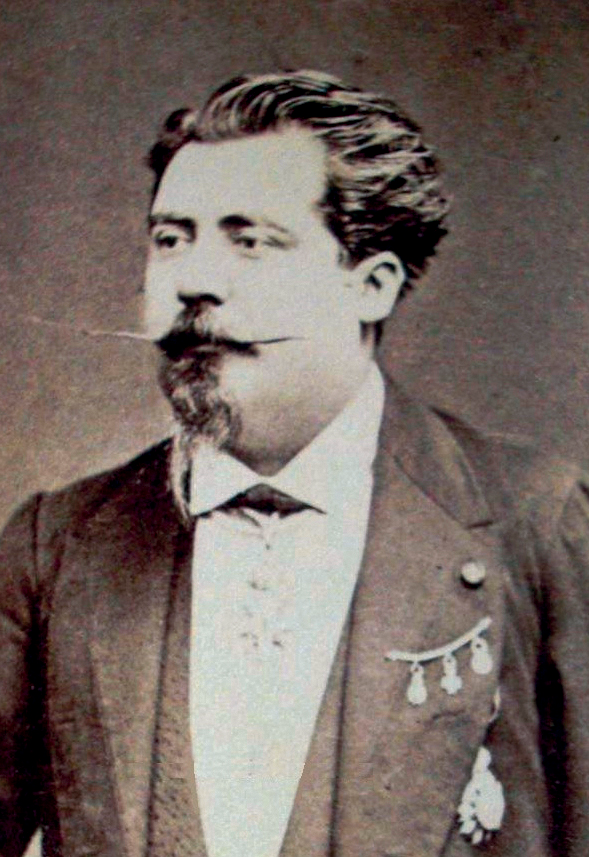
Achille Laviarde (1841-1902), successeur d'Antoine de Tounens sous le nom d'Achille Ier.

En mars 1882, trois ans et demi après la mort d'Antoine de Tounens, Achille Laviarde (1841-1902), qui a été son secrétaire, fait état d'un testament cryptographique d'Antoine de Tounens en sa faveur, et dont le texte est publié en 1888, par lequel Antoine de Tounens l'a désigné comme son héritier et successeur au trône d'Araucanie et de Patagonie.
Achille Laviarde fait signer le 26 mars 1882, un acte de renonciation à l'héritier naturel, Adrien de Tounens, boucher à Tourtoirac et devient prétendant au trône d'Araucanie sous le nom d'Achille Ier. Il reste prétendant jusqu'à sa mort, en 1902.
Le titre de prétendant au trône d'Araucanie et de Patagonie passe ensuite à Antoine-Hippolyte Cros (Antoine II), de 1902 à 1903 ; puis à Laure-Thérèse Cros, épouse Bernard (Laure-Thérèse Ire), de 1903 à 1916 ; puis à Jacques-Antoine Bernard (Antoine III), de 1916 à 1951 ; puis à Philippe Boiry (Philippe Ier), de 1951 à 2014 ; puis à Jean-Michel Parasiliti di Para (Antoine IV), de 2014 à 2018 ; puis à Frédéric Luz (Frédéric Ier), depuis 2018.

## Antoine de Tounens dans la culture
Jules Verne par la voix du géographe Jacques Paganel, glisse une allusion à Antoine de Tounens (orthographié Tonneins), dans un passage de son roman Les Enfants du capitaine Grant :

« […] il ajouta que son cœur de Français battait fort pendant sa visite à la ville d’Arauco. Lorsque le major lui demanda la raison de ce « battement » inattendu, il répondit que son émotion était bien naturelle, puisqu'un de ses compatriotes occupait naguère le trône d'Araucanie. Le major le pria de vouloir bien faire connaître le nom de ce souverain. Jacques Paganel nomma fièrement le brave M. de Tonneins, un excellent homme, ancien avoué de Périgueux, un peu trop barbu, et qui avait subi ce que les rois détrônés appellent volontiers « l'ingratitude de leurs sujets. » Le major ayant légèrement souri à l’idée d'un ancien avoué chassé du trône, Paganel répondit fort sérieusement qu'il était peut-être plus facile à un avoué de faire un bon roi, qu’à un roi de faire un bon avoué. Et sur cette remarque, chacun de rire et de boire quelques gouttes de « chicha » à la santé d'Orellie-Antoine Ier, ex-roi d'Araucanie »

.

## Quelques portraits

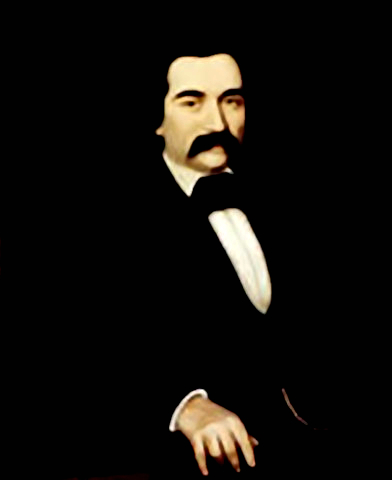
Antoine de Tounens
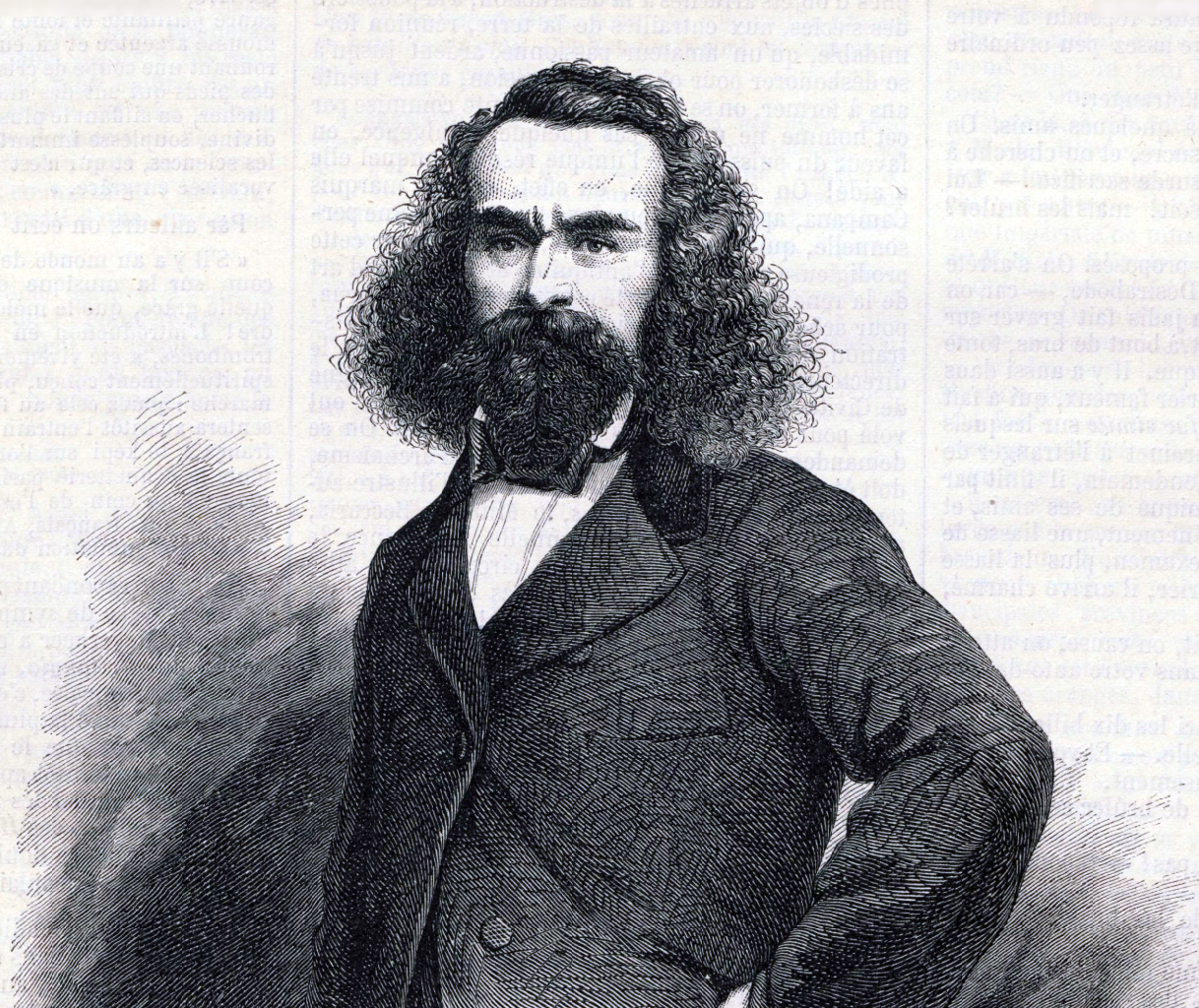
Antoine de Tounens en 1862
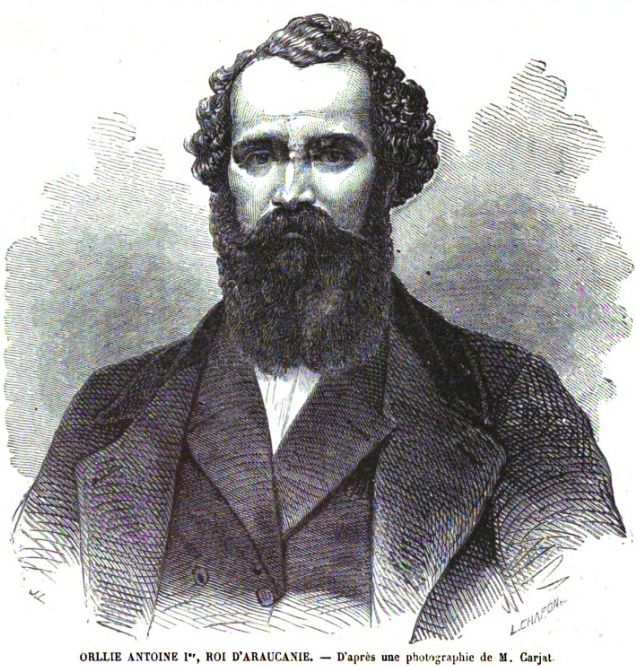
Antoine de Tounens en 1863
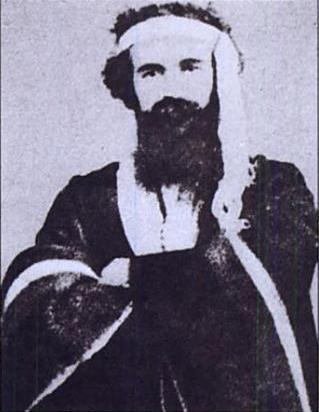
Antoine de Tounens en costume mapuche
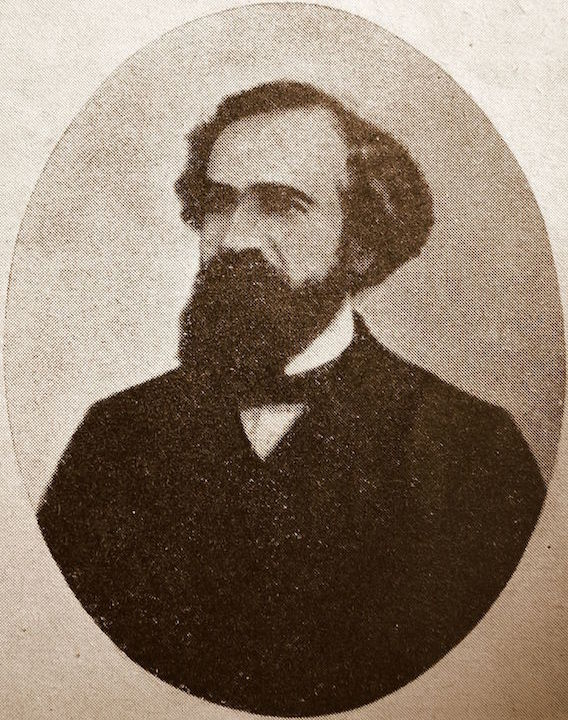
Antoine de Tounens en 1872
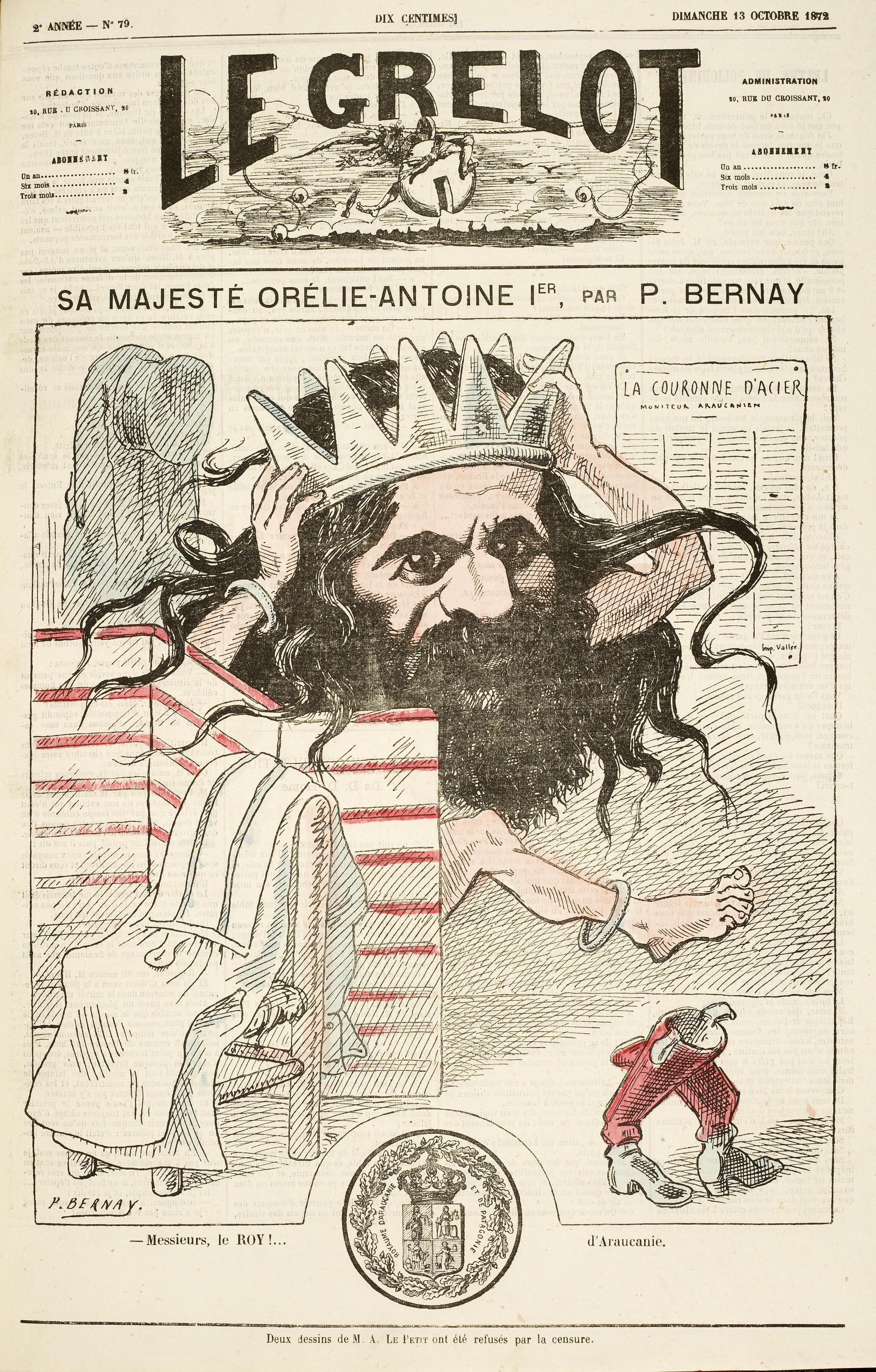
Antoine de Tounens en 1872, caricaturé par P. Bernay dans Le Grelot, 13 octobre 1972, numéro 79

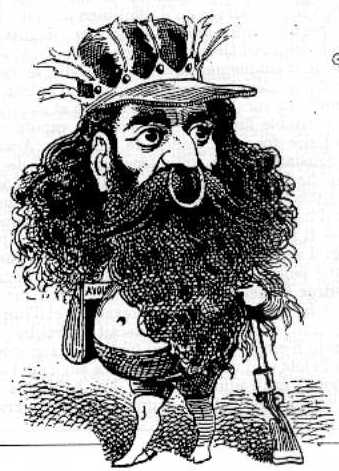
Antoine de Tounens en 1874, caricaturé par Touchatout dans Le Trombinoscope, janvier 1874, 3e volume, numéro 127
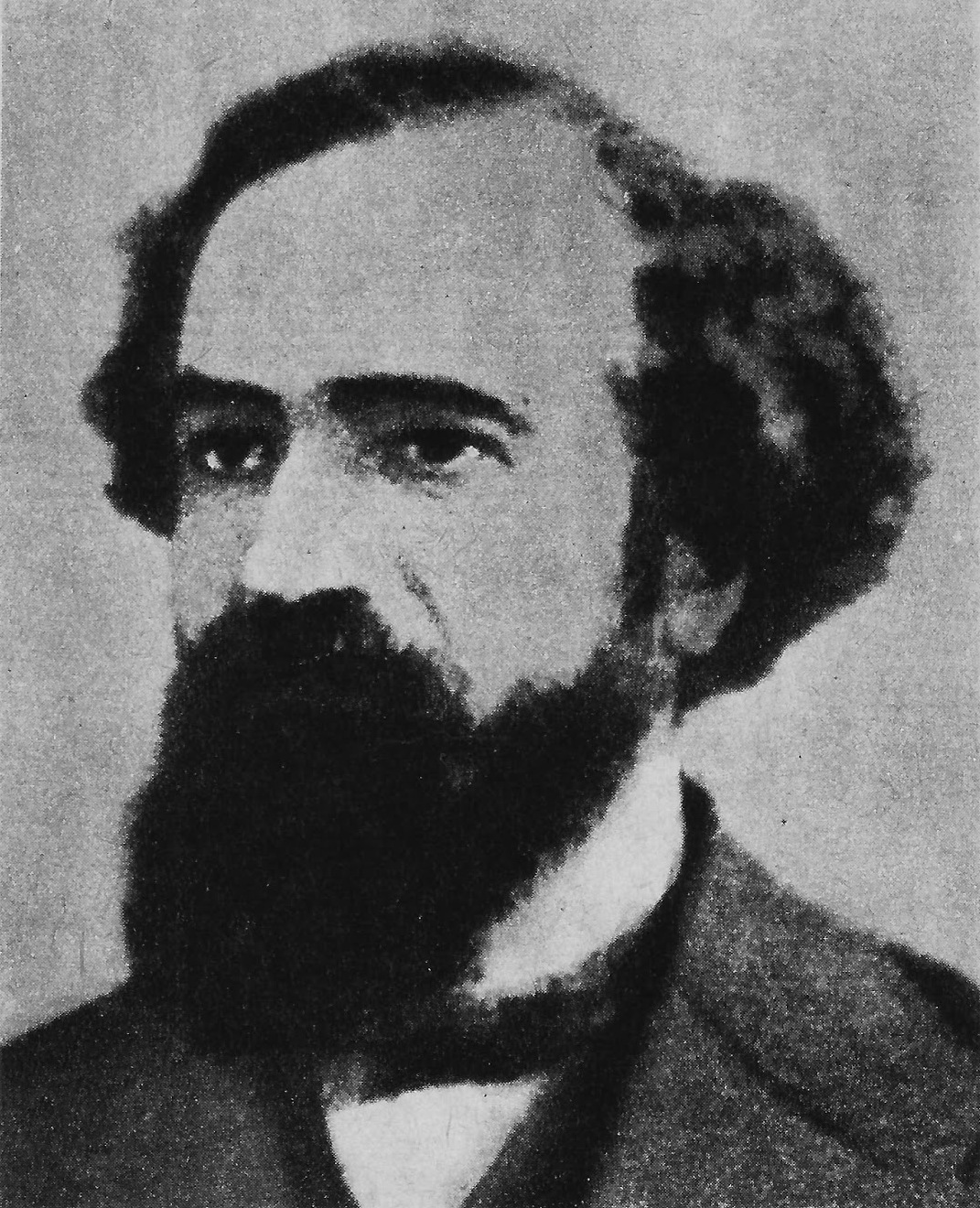
Antoine de Tounens en 1875
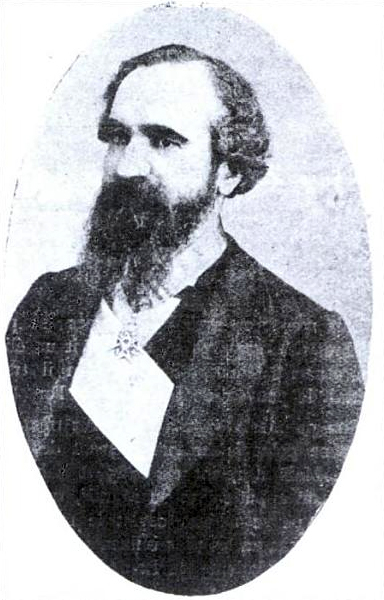
Antoine de Tounens
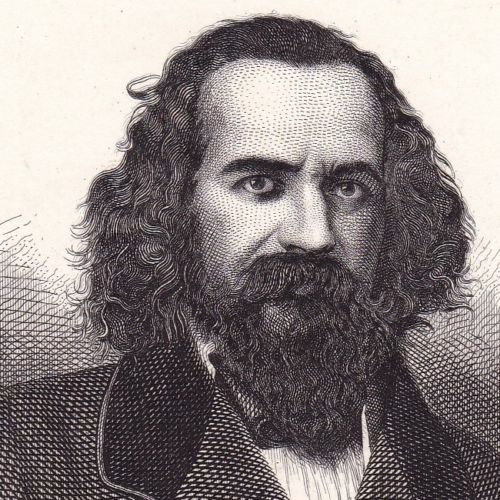
Antoine de Tounens
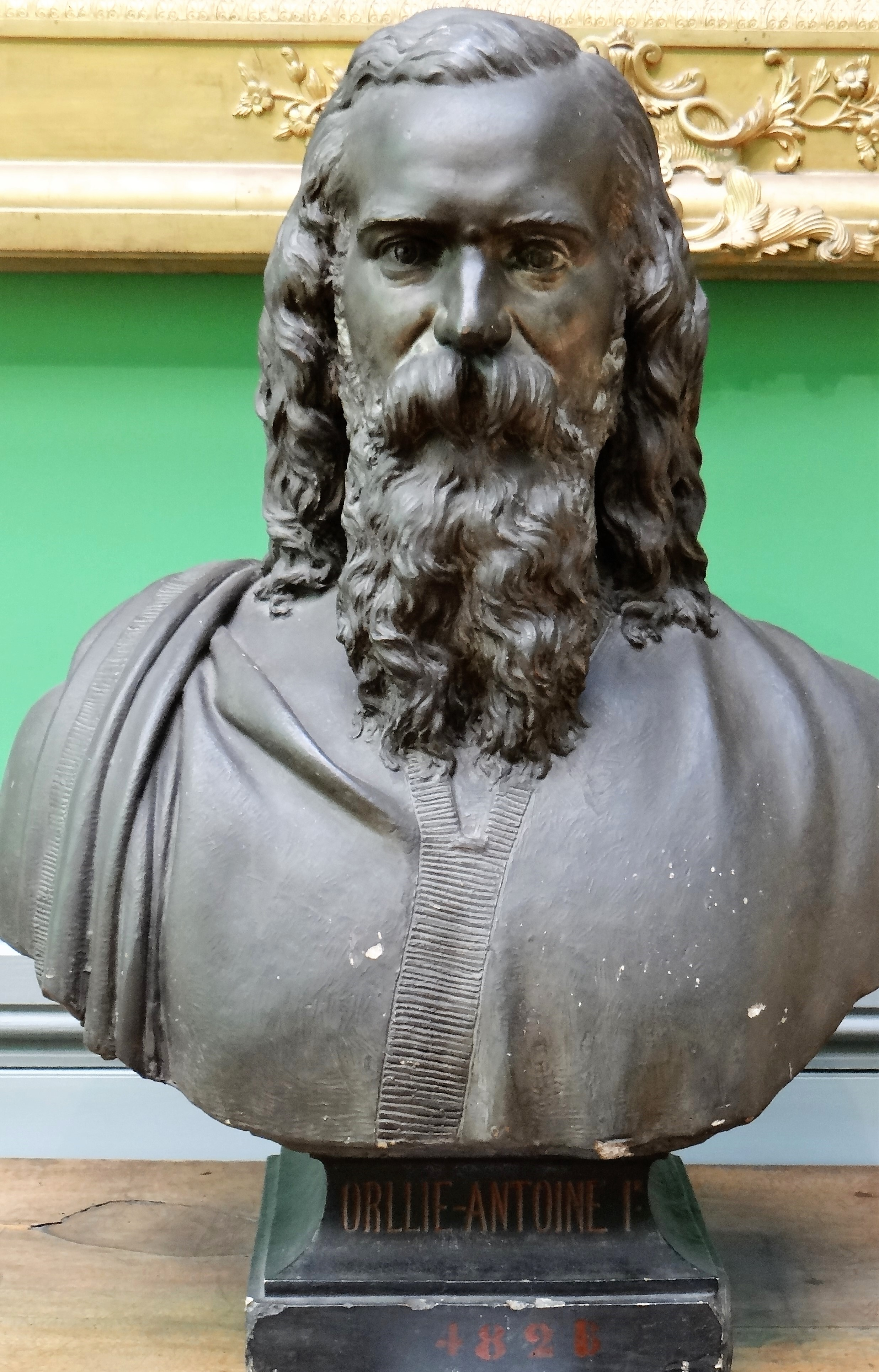
Buste d'Orllie-Antoine Ier au Musée d'art et d'archéologie du Périgord

## Publications
- Antoine de Tounens, Orllie-Antoine Ier, roi d'Araucanie et de Patagonie, son avènement au trône, et sa captivité au Chili, relation écrite par lui-même, Paris, Thévelin, 1863, 174 p. (lire en ligne)
- Antoine de Tounens, Manifeste d'Orllie-Antoine Ier, roi d'Araucanie et de Patagonie, Paris, Thévelin, 1863, 16 p. (lire en ligne)
- Antoine de Tounens, Historique. Appel à la nation française, Paris, Thévelin, 1864, 8 p. (lire en ligne)
- Antoine de Tounens, Conflit hispano-chilien : protestation contre toute la presse française, entre les mains de S. Exc. M. le ministre des Affaires étrangères de France à Paris, Paris, Dentu, 1866, 16 p. (lire en ligne)
- Antoine de Tounens, Appel du F. de Tounens aux FF. maç., Bordeaux, 1866, 10 p. (lire en ligne)
- Antoine de Tounens, Prière maçonnique, Paris, Dentu, 1866, 12 p. (lire en ligne)
- Antoine de Tounens, Rapport du F∴ Pce O.-A. de Tounens : 1, A la loge de Périgueux et à toutes celles du globe, 2, A tous les Maç∴ de l'U∴, Périgueux, 1866, 21 p. (lire en ligne)
- Antoine de Tounens, Lettre à MM. les députés français, Paris, 1867, 16 p. (lire en ligne)
- Antoine de Tounens, Une page d'histoire : pétition adressée au Sénat français, Paris, 1867, 7 p. (lire en ligne)
- Antoine de Tounens, Au peuple français : retour en France du roi d'Araucanie et de Patagonie ou Nouvelle France, invention de neutralisation des projectiles lancés par des armes à feu, Marseille, Imprimerie H. Seren, 1871, 31 p. (lire en ligne)
- Antoine de Tounens, Fondation d'une Nouvelle France : emprunt araucanien, capital 30.000.000, intérêt annuel 10 p. o/o, Paris, 1872, 4 p. (lire en ligne)
- Antoine de Tounens, Requête présentée à messieurs les président et conseillers composant la Chambre des appels de police correctionnelle de la Cour de Paris, conformément à l'article 204 du Code d'inst. cr., Paris, Debons, 1873
- Antoine de Tounens, Le royaume d'Araucanie et le Chili : memorandum de S.M. Orélie-Antoine Ier sous forme de lettre, en réponse aux attaques du consul général du Chili à Paris, Paris, Lauchaud, 1873, 40 p. (lire en ligne)
- Antoine de Tounens, L'Araucanie, notice sur les mœurs de ses habitants et sur son idiome, Bordeaux, Féret, 1877, 55 p. (lire en ligne)